# Adolf Möller (Maler)
 Adolf Möller (* 11. März 1866 in Uetersen; † 1. März 1943 in Tremsbüttel-Sattenfelde) bei Bargteheide war ein deutscher Maler, Dekorationsmaler und Illustrator.

## Leben
Er war Cousin und enger Jugendfreund des Malers Otto Schmarje (1868–1920) und wuchs später in Flensburg auf. 1883 begann Möller eine Lehre als Xylograph beim Hamburgischer Correspondenten, die er schon nach vier Wochen wieder aufgab, um eine dreijährige Malerlehre zu beginnen. von 1886 bis 1888 machte er ein Studium an den Kunst- und Gelehrtenschulen in Leipzig und München und daraufhin ein Studium in Berlin. Ab 1893 arbeitete als Dekorationsmaler in der Firma von Otto Schmarje und heiratete im selben Jahr seine Cousine, die Weberin Berta Schmarje und bezog eine Wohnung in der Behnstraße 20 in Altona. Aus dieser Ehe gingen vier Kinder hervor, der spätere Keramiker Siegfried Möller (1896–1970), die Weberinnen Anne und Margarethe sowie die Goldschmiedin Ilse Möller.
1907 erhielt Möller den 1. Preis des Berliner Vereins für Wohlfahrtsmarken für seine eingereichten Illustrationen für Wohlfahrtsmarken. Er war Gründungsmitglied des 1909 gegründeten Altonaer Künstlervereins. 1911 und 1912 folgten vielbeachtete Ausstellungen mit seinen Bildern und Zeichnungen im Altonaer Museum und im Donner-Schoss.
Adolf Möller malte außerdem Aquarelle und Illustrationen für verschiedene Kinderbücher. 1914 malte er Postkarten für die Deutsche Gartenbauausstellung, die Anlässlich des 250-jährigen Stadtjubiläums in Altona stattfand. Diese wurde allerdings überschattet vom Ausbruch des Ersten Weltkrieges. Nach dem Ersten Weltkrieg siedelte er mit seiner Frau nach Küpfermühle  bei Bad Oldesloe über und zog später nach Tremsbüttel-Sattenfeld, wo er verstarb.